# Jihomoravský župní přebor 1999/2000
V soubojích 40. ročníku Jihomoravského župního přeboru 1999/00 (jedna ze skupin 5. fotbalové ligy) se utkalo 16 týmů každý s každým dvoukolovým systémem podzim–jaro. Tento ročník začal v srpnu 1999 a skončil v červnu 2000.

## Nové týmy v sezoně 1999/00
- Z Divize D 1998/99 sestoupilo do Jihomoravského župního přeboru mužstvo TJ Slavoj Velké Pavlovice.
- Ze skupin I. A třídy Jihomoravské župy 1998/99 postoupila mužstva TJ Radešínská Svratka (vítěz skupiny A) a 1. FK Drnovice „B“ (vítěz skupiny B).

## Konečná tabulka
Zdroj: 
| Poř. | Tým                              | Z  | V  | R | P  | VG | OG | B  |
| ---- | -------------------------------- | -- | -- | - | -- | -- | -- | -- |
| 1.   | FC Slavia Třebíč                 | 30 | 21 | 6 | 3  | 62 | 21 | 69 |
| 2.   | FC Petra Drnovice „B“ (N)        | 30 | 21 | 4 | 5  | 73 | 23 | 67 |
| 3.   | FC Sparta Brno                   | 30 | 20 | 3 | 7  | 49 | 24 | 63 |
| 4.   | Tatran Brno-Bohunice             | 30 | 13 | 8 | 9  | 42 | 36 | 47 |
| 5.   | TJ Framoz Rousínov               | 30 | 13 | 5 | 12 | 53 | 43 | 44 |
| 6.   | TJ MKZ Rájec-Jestřebí            | 30 | 11 | 7 | 12 | 49 | 47 | 40 |
| 7.   | TJ ČKD Blansko                   | 30 | 12 | 4 | 14 | 43 | 56 | 40 |
| 8.   | FC ŽĎAS Žďár nad Sázavou         | 30 | 10 | 9 | 11 | 37 | 39 | 39 |
| 9.   | FC Kuřim                         | 30 | 12 | 3 | 15 | 44 | 55 | 39 |
| 10.  | TJ Slavoj Velké Pavlovice (S)    | 30 | 11 | 5 | 14 | 36 | 43 | 38 |
| 11.  | TJ Sokol Bedřichov               | 30 | 11 | 5 | 14 | 34 | 54 | 38 |
| 12.  | SK Buwol Metal Luka nad Jihlavou | 30 | 10 | 7 | 13 | 37 | 39 | 37 |
| 13.  | FC Rekos Hustopeče               | 30 | 10 | 4 | 16 | 40 | 50 | 34 |
| 14.  | TJ Radešínská Svratka (N)        | 30 | 8  | 8 | 14 | 44 | 42 | 32 |
| 15.  | SK Tuřany                        | 30 | 8  | 4 | 18 | 22 | 56 | 28 |
| 16.  | FC Miroslav                      | 30 | 4  | 8 | 18 | 28 | 65 | 20 |

Poznámky:
- Z = Odehrané zápasy; V = Vítězství; R = Remízy; P = Prohry; VG = Vstřelené góly; OG = Obdržené góly; B = Body; (S) = Mužstvo sestoupivší z vyšší soutěže; (N) = Mužstvo postoupivší z nižší soutěže (nováček)
- Mužstvo FC Sparta Brno získalo spojením s FC Zeman Brno divizní příslušnost v sezoně 2000/01.

|  | Postup do Divize D 2000/01                             |
|  | Sestup do I. A třídy Jihomoravské župy – sk. B 2000/01 |